# Zakon i red: Zločinačke nakane
Zakon i red : Zločinačke nakane (eng. Law & Order: Criminal Intent) je američka kriminalistička serija koja se odvija u New Yorku, a prvo prikazivanje joj je bilo 30. rujna 2001. Ovo je drugi ogranak poznate serije Zakon i red. Trenutačnu postavu serije čine Jeff Goldblum i Saffron Burrows koji su nakon odlaska D'Onofrija, Erbeove, Bogosiana i Nicholsonove preuzeli glavne uloge. Bogosian, D'Onofrio i Erbeova imaju još dva pojavljivanja u 9. sezoni (prve dvije epizode), dok će se kasnije pronaći zamjena za Bogosiana, a D'Onofriovu ulogu će preuzeti Goldblum.
Od 4. listopada 2007. pa do kraja te godine, nove epizode serije mogle su se gledati samo na TV kući USA Network, a od 9. siječnja 2008., reprize tih epizoda počele su se prikazivati na NBC-u.
Uvod u seriju od 2001. stalno čita Steven Zirnkilton.

## Pregled serije
Kao i svaki ogranak Zakona i reda, i Zločinačke nakane sadrže uvod kojeg na početku svake epizode čita Steven Zirnkilton. Zanimljivo je da je uvod ove serije jedini koji ne započinje s frazom U sudskome sustavu.... Uvod Zločinačkih nakana glasi ovako:
Zločinačke nakane prate određeni ogranak Njujorške policije - Odjel za teške zločine. Odjel za teške zločine istražuje visokoprofilne slučajeve, uglavnom ubojstva, u koje su umiješane jako važne osobe, vladini zaposlenici, važni poduzetnici i drugi. No ti slučajevi su nekad slični slučajevima iz originalnog Zakona i reda. Zločinačke nakane su od 5. sezone dobile još dva istražitelja. Od tada, što nije praksa u ostalim ograncima franšize, svaka epizoda daje pregled slučaja različitog tima detektiva. Tim A su činili det. Robert Goren i det. Alexandra Eames, a tim B det. Mike Logan i det. Nola Falacci. U ostalim ograncima detektivi koji istražuju nisu u ovako strogo podjeljenim timovima, nego su često izmiješani, a i epizode u kojima se timovi pojavljuju nisu točno određene kao ovdje. U ovom ogranku, jedna epizoda pripada timu A, jedna timu B i tako se redovito izmjenjuju. Od 9. sezone ponovo su ukinuto timovi (zbog odlaska D'Onofrija, Erbeove i Nicholsove), te se ponovo formirao jedan tim kojeg sačinjavaju det. Zach Nichols i još uvijek neimenovana detektivka koju će tumačiti Saffron Burrows.
Ova serija dobar dio posvećuje i akcijama i motivima zločinaca, a ne policiji i tužiteljstvu, kao što je običaj u ostalim ograncima. Obilježje svake epizode Zločinačkih nakana je uvod koji nam prikazuje slike iz života počinitelja i žrtve, a dokazi za rješenje slučaja se često mogu pronaći baš u tom uvodu.

## Likovi
- Det. Robert Goren (Vincent D'Onofrio), je čudan, ali izuzetno inteligentan detektiv, poznat po svom instinktu. Često se događa da je Gorenova intuicija ključ za rješavanje zločina, a ne dokazi (za razliku od ostala dva ogranka). U svakoj epizodi Goren primjenjuje svoje iznimno znanje koje seže i na područja kao što su teorijska fizika, kemija, književnost, likovna umjetnost, povijest, psihologija i svoje znanje stranih jezika. Goren je jedno vrijeme služio u Istražiteljskoj diviziji vojske, a bio je stacioniran u Njemačkoj i Južnoj Koreji. Lik Roberta Gorena u mnogo je pogleda sličan liku Sherlocka Holmesa. Kao i Holmes, Goren često primjećuje sitne, naizgled nebitne detalje koji znaju biti ključni dokazi, a posjeduje i široko znanje. Goren često dobiva bitne informacije i priznanja od svjedoka tako što koristi razne prihološke metode. Gorenova obitelj je puna mentalnih bolesnika. Njegova majka je bolovala od shizofrenije, a njegov brat je beskućnik (sudbina koju dožive mnogi mentalno bolesni ljudi). Nekad sam Goren pokazuje znakove Aspergerovog sindroma, no za to nema nikakve potvrde. Goren seriju napušta u 9. sezoni iz još neotkrivenih razloga.
- Det. Alexandra Eames (Kathryn Erbe), je mirna, praktična partnerica Roberta Gorena, koja se, unatoč razlikama u osobnosti, uvijek dobro slaže s njim. Njezin lik je jako sličan liku Holmesova pomoćnika Dr. Watsona. Iako je uporna i ozbiljna, njezini dijalozi su uglavnom sarkastične primjedbe izrečene baš u pravo vrijeme (osobina koju je imao i Lennie Briscoe iz Zakona i reda). Postoje određene naznake o snažnim osjećajima između dvoje partnera, no nisu u romantičnoj vezi. Njihov odnos je profesionalniji od odnosa Elliota Stablera i Olivie Benson, dvoje glavnih detektiva iz Odjela za žrtve. Dok se Elliot i Olivia tijekom posla nazivaju imenima, Alexandra Eames i Robert Goren jedno drugo oslovljavaju prezimenom. No, kada ona uoči da je Goren jako rastresen, zove ga "Bobby". Ona je "nasljedni" lik - njezin otac i pokojni suprug su oboje bili policajci. Det. Eames seriju napušta u 9. sezoni iz još neotkrivenih razloga.
- G. Lynn Bishop (Samantha Buck) je menjala detektivku Eames dok je bila trudna.Pre nego [to je oti[la na porodiljsku Eamsova je obavljala određene dužnosti u uredu. Objašnjenje za to je bilo da je Alexanda Eames bila zamjenska majka svom bratu i njegovoj supruzi.
- Kap. James Deakins (Jamey Sheridan), je kapetan Odjela i šef detektivima. Kao njihov nadglednik, on periodično nadgleda njihovo napredovanje u slučajevima. Na kraju 5. sezone, Deakins se radije povukao nego se borio protiv urote da mu se namjesti. Osveta je potekla iz epizode, u kojoj je Deakins - razdiran između odanosti i integrtiteta - dopustio Gorenu i Alexandri da zatvore njegovog "prijatelja" Franka Adaira (bivšeg Šefa detektiva). Adair je nakon toga iskoristio svoje veze da namjesti dokaze o Deakinsovoj korumpiranosti. Deakins se povukao da bi sačuvao dignitet Odjela.
- Kap. Daniel Ross (Eric Bogosian), je Deakinsov nasljednik na mjestu Šefa odjela. Tu poziciju dobio je kao nagradu zbog svojih zasluga u zaustavljanju pranja novca. Sa sobom je u Odjel doveo det. Megan Wheeler. Ross seriju napušta u 9. sezoni kada u prvoj epizodi biva ubijen tijekom tajnog zadatka.
- Kap. Zoe Callas (Mary Elizabeth Mastrantonio) je Rossova nasljednica. Nakon što on biva ubijen, kap. Callas dolazi u Odjel za teške zločine i postaje novi vođa odjela.Odlazi na kraju iste sezone.
- Kap. Joseph Hannah (Jay O. Sanders) je novi [ef odjela u desetoj sezoni.Zamenio je Callasovu i nakon Nicholsovog i Stevensovinog odlaska vratio Gorena i Eamesovu u odjel.
- PT Ron Carver (Courtney B. Vance), je pomoćnik tužioca koji radi za Odjel tijekom prvih pet sezona. On je idealist, stalno se drži pravila i redovito pritišće detektive da mu donesu još dokaza. On je, kao i Anita Van Buren iz Zakon i reda, završio Koledž kriminalnog prava John Jay. Njegov razlog odlaska iz serije je nepoznat.

Počevši s 2005., Goren i Alexandra su dobili pojačanje u Odjelu. Glumac Vincent D'Onofrio (Goren) je izrazio zadovoljstvo pojačanjima jer, kako kaže, on i Kathryn nisu mogli odraditi još jednu sezonu zbog previše posla.
Pojačanja su sljedeća:
- Det. Mike Logan (Chris Noth), je problematičan detektiv koji je prije radio u odjelu za ubojstva u 27. postaji. Poslan je na "groblje njujorških policajaca" (Patrola Staten Islanda) nakon što je javno udario homofobnog političara koji je ubio homoseksualca kojeg je Logan jako cijenio. No, iskupio se nakon što je riješio slučaj u filmu Exiled: A Law & Order Movie. Zajedno s Gorenom i Alexandrom, surađivao je na slučaju zlostavljanja zatvorenika od strane korumpiranih čuvara. Nakon što je u epizodi "Last Rites" riješio 16 godina staro ubojstvo, Logan je, nezadovoljan korumpiranošću i nefleksibilnošću pravosudnog sustava, napustio Odjel.
- Det. Carolyn Barek (Annabella Sciorra), je prva Loganova partnerica. Ona je dobra detektivka koja je radila za policiju i za FBI. Razlog njezinog odlaska iz serije je nepoznat.
- Det. Megan Wheeler (Julianne Nicholson), je druga Loganova partnerica. Det. Wheeler je u Odjel došla zajedno sa svojim šefom-mentorom Danielom Rossom s kojim je zajedno radila u istom odjelu. Ona se striktno drži pravila i protivi se njihovom protivljenju, za razliku od Logana. Na kraju šeste sezone odlazi u Europu kako bi radila sa svojim bivšim odjelom. Wheeler se vratila iz Europe u 12. epizodi 7. sezone. Det. Wheeler seriju napušta u 9. sezoni iz još neotkrivenih razloga.
- Det. Nola Falacci (Alicia Witt) je detektivka koja privremeno mijenja det. Wheeler u Odjelu dok je ova u Europi (Julianne Nicholson, glumica koja tumači det. Wheeler je na porodivnom dopustu).
- Det. Zach Nichols (Jeff Goldblum) je došao kao zamjena za det. Logana koji je seriju napustio zbog nezadovoljstva pravosudnim sustavom. U Odjel za teške zločine dolazi u epizodi "Rock Star", prekidajući sedmogodišnju privremenu mirovinu. U devetoj će sezoni preuzeti ulogu glavnog detektiva.
- Det. Serena Stevens (Saffron Burrows), je detektivka koja u Odjel dolazi kao zamjena za det. Eames i Wheeler.

## Pregled likova kroz sezone
| Lik              | Pozicija                    | Mesto                       | Sezona            | Sezona            | Sezona            | Sezona            | Sezona            | Sezona             | Sezona            | Sezona             | Sezona             | Sezona                      | Sezona            |
| Lik              | Pozicija                    | Mesto                       | 1                 | 2                 | 3                 | 4                 | 5                 | 6                  | 7                 | 8                  | 9                  | 10                          | 11                |
| ---------------- | --------------------------- | --------------------------- | ----------------- | ----------------- | ----------------- | ----------------- | ----------------- | ------------------ | ----------------- | ------------------ | ------------------ | --------------------------- | ----------------- |
| Robert Goren     | Niži detektiv               | Tim A                       | Vincent D'Onofrio | Vincent D'Onofrio | Vincent D'Onofrio | Vincent D'Onofrio | Vincent D'Onofrio | Vincent D'Onofrio  | Vincent D'Onofrio | Vincent D'Onofrio  | Vincent D'Onofrio  |                             | Vincent D'Onofrio |
| Zakari Nikols    | Viši detektiv               | Tim A                       |                   |                   |                   |                   |                   |                    |                   |                    |                    | Jeff Goldblum               |                   |
| Aleksandra Ims   | Viši detektiv               | Tim A                       | Kethryn Erbe      | Kethryn Erbe      |                   | Kethryn Erbe      | Kethryn Erbe      | Kethryn Erbe       | Kethryn Erbe      | Kethryn Erbe       | Kethryn Erbe       |                             | Kethryn Erbe      |
| DŽordž Lin Bišop | Niži detektiv               | Tim A                       |                   |                   | Samantha Buck     |                   |                   |                    |                   |                    |                    |                             |                   |
| Serena Stivens   | Niži detektiv               | Tim A                       |                   |                   |                   |                   |                   |                    |                   |                    |                    | Saffron Burrows             |                   |
| Majkl Logan      | Viši detektiv               | Tim B                       |                   |                   |                   |                   | Chris Noth        | Chris Noth         | Chris Noth        | Chris Noth         |                    |                             |                   |
| Zakari Nikols    | Viši detektiv               | Tim B                       |                   |                   |                   |                   |                   |                    |                   |                    | Jeff Goldblum      |                             |                   |
| Kerolin Barek    | Niži detektiv               | Tim B                       |                   |                   |                   |                   | Annabella Sciorra |                    |                   |                    |                    |                             |                   |
| Megan A. Viler   | Viši detektiv               | Tim B                       |                   |                   |                   |                   |                   | Julianne Nicholson |                   | Julianne Nicholson | Julianne Nicholson |                             |                   |
| Nola Falači      | Niži detektiv               | Tim B                       |                   |                   |                   |                   |                   |                    | Alicia Witt       |                    |                    |                             |                   |
| Džejms Dikins    | Kapetan                     | Nadređeni                   | Jamey Sheridan    | Jamey Sheridan    | Jamey Sheridan    | Jamey Sheridan    | Jamey Sheridan    |                    |                   |                    |                    |                             |                   |
| Danijel Ros      | Kapetan                     | Nadređeni                   |                   |                   |                   |                   |                   | Eric Bogosian      | Eric Bogosian     | Eric Bogosian      | Eric Bogosian      |                             |                   |
| Zoi Kalas        | Kapetan                     | Nadređeni                   |                   |                   |                   |                   |                   |                    |                   |                    |                    | Mary Elizabeth Mastrantonio |                   |
| DŽozef Hana      | Kapetan                     | Nadređeni                   |                   |                   |                   |                   |                   |                    |                   |                    |                    |                             | Jay O. Sanders    |
| Ron Karver       | Pomoćnik okružnog tužitelja | Pomoćnik okružnog tužitelja | Courtney B. Vance | Courtney B. Vance | Courtney B. Vance | Courtney B. Vance | Courtney B. Vance |                    |                   |                    |                    |                             |                   |
| Patriša Kent     | Pomoćnik okružnog tužitelja | Pomoćnik okružnog tužitelja |                   |                   |                   |                   |                   | Theresa Randle     |                   |                    |                    |                             |                   |

## Pravi Odjel za teške zločine
Odjel za teške zločine postoji i u stvarnom životu, no za razliku od Odjela u Zločinačkim nakanama, bavi se samo ovim tipovima zločina:
- Otmice
- Pljačka ili pokušaj pljačke banke ili bankovnog sefa
- Krađa preko iznuđivanja ili pokušaj krađe preko iznuđivanja, od banke
- Pljačka ili pokušaj pljačke banke od strane oružanog počinitelja
- Pljačka kamiona čiji je sadržaj u vrijednosti od $100,000 ili više
- Pljačka sadržaja kamiona čija je vrijednost $100,000 ili više
- Pljačka kamiona i njegovog sadržaja pomoću otmice
- Sve pljačke u skladištima i sličnim lokacijama, gdje je meta pljačke kamion ili njegov sadržaj
- Sve komercijalne pljačke gdje je iznos ukradene robe preko $100,000
- Krađa umjetnina

Odjel za teške zločine ne rješava slučajeve ubojstava. Ubojstvima se bave detektivi iz postaja u čijem se djelokrugu ubojstvo dogodilo.

## Zanimljivosti
- Uvodna glazba u britanskoj verziji je "There's Only Me", instrumental pjesme Roba Dougana.[3]
- Planirana miniserija koja je trebala uključivati ujedinjene glumačke postave Zločinačkih nakana, Odjela za žrtve i Zakona i reda je otkazana zbog terorističkog napada na WTC 11. rujna 2001. Radnja miniserije trebala je govoriti o terorističkom napadu pomoću biološkog oružja.[4]
- Zločinačke nakane su jedini ogranak iz franšize koji je u dosadašnjem emitiranju promijenio uvodnu glazbu, odnosno ubacio je novu, remiksanu, verziju originala.

## Nagrade
| Godina | Kategorija                                            | Nagrada                                  | Ishod      | Primatelj(i)                                 |
| ------ | ----------------------------------------------------- | ---------------------------------------- | ---------- | -------------------------------------------- |
| 2002.  | Nagrada People's Choice                               | Najbolja nova serija                     | Nominacija |                                              |
| 2002.  | Nagrada Image                                         | Najbolji glumac u dramskoj seriji        | Nominacija | Courtney B. Vance                            |
| 2002.  | Maggie nagrada                                        | Za epizodu The Third Horseman            | Osvojena   |                                              |
| 2003.  | Edgar nagrada                                         | Najbolja epizoda u seriji                | Nominacija | René Balcer za "Tuxedo Hill"                 |
| 2004.  | Edgar nagrada                                         | Najbolja epizoda u seriji                | Nominacija | René Balcer i Gerry Conway za "Probability"  |
| 2004.  | Satellite nagrada                                     | Najbolji glavni glumac u dramskoj seriji | Nominacija | Vincent D'Onofrio                            |
| 2005.  | Edgar nagrada                                         | Najbolja epizoda u seriji                | Nominacija | René Balcer i Gerry Conway za "Conscience"   |
| 2005.  | Edgar nagrada                                         | Najbolja epizoda u seriji                | Nominacija | René Balcer i Warren Leight za "Consumed"    |
| 2005.  | Edgar nagrada                                         | Najbolja epizoda u seriji                | Nominacija | René Balcer i Warren Leight za "Pas De Deux" |
| 2005.  | Edgar nagrada                                         | Najbolja epizoda u seriji                | Osvojena   | René Balcer i Elizabeth Benjamin za "Want"   |
| 2006.  | Televizijska nagrada Banff                            | Za epizodu In The Wee Small Hours        | Nominacija |                                              |
| 2006.  | Nagrada Međunarodnog televizijskog festivala u Reimsu | Za epizodu In The Wee Small Hours        | Nominacija |                                              |

## DVD izdanja
| Ime DVD-a (engleski)                             | Naslovnica | Izdanja             | Izdanja           | Izdanja            |
| Ime DVD-a (engleski)                             | Naslovnica | Regija 1            | Regija 2          | Regija 4           |
| Kompletna prva sezona (The Complete 1st Season)  |            | 21. listopada 2003. | 28. veljače 2005. | 20. siječnja 2005. |
| Kompletna druga sezona (The Complete 2nd Season) |            | 12. prosinca 2006.  | 17. srpnja 2006.  | 7. ožujka 2006.    |
| Kompletna treća sezona (The Complete 3rd Season) |            | 14. rujna 2004.     | N/A               | N/A                |

## Vanjske poveznice
- Official website hosted by NBC
- Official website for Season 7 on USA Network
- Law & Order:  Criminal Intent u internetskoj bazi filmova IMDb-a
- Law & Order:  Criminal Intent at the TV IV